# 강교훈
강교훈(康敬燻, 2003년 1월 21일 ~ )은 대한민국의 축구 선수로 포지션은 중앙 미드필더, 왼쪽 풀백이며 현재 FC 도쿠시마 소속이다.